# Дом-музей Вано Сараджишвили
Дом-музей Вано Сараджишвили (груз. ვანო სარაჯიშვილის სახლ-მუზეუმი) — учреждение культуры историко-музыкальной направленности.
Музей посвящён жизни и творчеству грузинского певца Вано Сараджишвили (1879—1924). Расположен в городе Сигнахи (Грузия), ул. Д. Агмашенебели, д. 13.

## История
Открыт в 1988 году. В 2019 году музей переехал в новое реконструированное здание возле «Вано Баг».

## Экспозиция
Экспозиция разместилась в четырёх выставочных залах, посетители знакомятся с историей Сигнахи, генеалогией семьи Сараджишвили.
Представлены личные вещи певца; антикварная фарфоровая посуда, этнографический материал, произведения изобразительного искусства (живопись, графика, скульптура), фотоматериалы, отражающие творчество певца в Грузии и в театре Ла-Скала в Италии, костюмы к спектаклям, музыкальные инструменты, грампластинки, граммофон в рабочем состоянии, на котором и сегодня возможно прослушать музыкальные произведения в исполнении певца; ноты, компакт-диски, подарки певцу. Общее количество экспонатов — 966.